# Lancer de disque F55 féminin aux Jeux paralympiques d'été de 2024
Navigation
Tokyo 2020
L'épreuve du lancer de disque F55 fémininin aux Jeux paralympiques d'été de 2024 se déroule le 30 août au Stade de France.

## Organisation

### Lieu de la compétition
Les épreuves d'athlétisme handisport qui se déroulent sur piste prennent place au Stade de France, le plus grand stade français, comprenant 75 000 places en configuration athlétisme. Il se situe dans le quartier de la Plaine Saint-Denis à Saint-Denis, dans la proche banlieue nord de Paris.

### Programme
| Date    | Horaire | Manche |
| ------- | ------- | ------ |
| 30 août | 10 h 0  | Finale |

## Participation

### Nations participantes
| Afrique | Amériques | Asie   | Europe | Océanie |
| ------- | --------- | ------ | ------ | ------- |
|         |           |        |        |         |
| ? pays  | ? pays    | ? pays | ? pays | ? pays  |

## Médaillées
| Or                  | Argent            | Bronze                    |
| Érica Castaño (COL) | Dong Feixia (CHN) | Rosa María Guerrero (MEX) |

### Finale
| Rang                                   | Athlète                           | Pays        | Classe | 1       | 2       | 3       | 4       | 5       | 6       | Résultat | Notes |
| -------------------------------------- | --------------------------------- | ----------- | ------ | ------- | ------- | ------- | ------- | ------- | ------- | -------- | ----- |
| Médaille d'or, Jeux paralympiques      | Érica Castaño                     | Colombie    | F55    | 24,45 m | 26,70 m | 25,59 m | 24,96 m | 26,04 m | 25,06 m | 26,70 m  |       |
| Médaille d'argent, Jeux paralympiques  | Dong Feixia                       | Chine       | F55    | 24,09 m | 24,39 m | 26,39 m | 26,08 m | 26,10 m | 26,67 m | 26,67 m  | AR    |
| Médaille de bronze, Jeux paralympiques | Rosa María Guerrero               | Mexique     | F55    | 24,99 m | 25,22 m | 25,81 m | 25,05 m | 19,43 m | 24,93 m | 25,81 m  | SB    |
| 4                                      | Diāna Krumina                     | Lettonie    | F55    | 23,74 m | 23,87 m | 24,31 m | 20,63 m | 22,83 m | x       | 24,31 m  |       |
| 5                                      | Norelhouda El Kaoui               | Maroc       | F55    | 23,42 m | 22,71 m | 22,39 m | x       | 22,91 m | 21,98 m | 23,42 m  | AR    |
| 6                                      | Rooba Alomari                     | Bahreïn     | F55    | 21,99 m | 22,05 m | 22,41 m | 22,95 m | 22,77 m | 23,24 m | 23,24 m  |       |
| 7                                      | Maria Guadalupe Navarro Hernandez | Mexique     | F55    | x       | 21,51 m | x       | 21,35 m | 21,66 m | 20,52 m | 21,66 m  |       |
| 8                                      | Sakshi Kasana                     | Inde        | F55    | 19,55 m | x       | x       | 19,15 m | 21,49 m | 19,76 m | 21,49 m  | SB    |
| 9                                      | Jyoti Karam Karamjyoti            | Inde        | F55    | x       | 17,78 m | 17,87 m | 17,67 m | 20,04 m | 20,22 m | 20,22 m  | SB    |
| 10                                     | Korotoumou Coulibaly              | Mali        | F55    | 14,78 m | 16,91 m | 17,40 m | 18,57 m | 18,41 m | 12,48 m | 18,57 m  |       |
| 11                                     | Nurkhon Kurbanova                 | Ouzbékistan | F54    | 15,33 m | 17,01 m | 16,69 m | 16,46 m | 16,71 m | 17,26 m | 17,26 m  | SB    |
| 12                                     | Natalya Semyanova                 | Ouzbékistan | F55    | x       | 11,70 m | 13,48 m | 11,96 m | x       | 11,86 m | 13,48 m  |       |
| -                                      | Iveth del Rosario Valdes Romero   | Panama      | F55    |         |         |         |         |         |         | DNS      |       |